# Palazzo Colonna (Napoli)
Il palazzo Colonna o anche palazzo di Fabrizio Colonna è uno storico edificio di Napoli, ubicato in Via Mezzocannone, nel quartiere di Porto.
Il palazzo esiste sin dal tempo degli Angioini e successivamente divenne residenza di Artusio Pappacoda, consigliere e gran siniscalco del Re Ladislao. L'ultimo dei suoi abitanti fu Fabrizio I Colonna.
Il palazzo, alterato successivamente, è composto da due corpi di fabbrica: uno assai vasto che si affaccia sulla strada e uno più piccolo nel cortile. L'accesso all'edificio è caratterizzato da un portale con arco a ferro di cavallo. Dall'androne si accede al cortile sul quale si affaccia il fabbricato più piccolo anch'esso modificato: l'edificio in origine era composto da un piano terra porticato con decorazioni in piperno e da un primo piano terminante in una cornice rinascimentale della stessa pietra, ma nell'Ottocento fu modificato dalla famiglia Piscopo, che innalzò la struttura di due piani, trasformò le finestre in balconi ed infine chiuse il portico sottostante per realizzarvi abitazioni e officine per i lavoratori della seta.